# Chike Chan
Chike Chan (* 27. Januar 1974 in Stockport) ist ein britischer Schauspieler.

## Leben
Chike Chan wurde 1974 in Stockport geboren.
2000 war Chan in einer Folge der Fernsehserie North Square erstmals im Fernsehen zu sehen. 2003 folgte sein Spielfilmdebüt in dem Film Out for a Kill: Tong Tatoos – Das Tor zur Hölle. 2015 erhielt er in der Fernsehserie EastEnders erstmals eine wiederkehrende Rolle.

## Filmografie
- 2000: North Square (Fernsehserie, Folge 1x10)
- 2003: Out for a Kill: Tong Tatoos – Das Tor zur Hölle (Out for a Kill)
- 2004: Casualty (Fernsehserie, Folge 19x13)
- 2005: Ultimate Force (Fernsehserie, Folge 3x01)
- 2005: Batman Begins
- 2006: Blue Murder (Fernsehserie, Folge 3x01)
- 2007: Popcorn
- 2007: Hauptsache verliebt (I Could Never Be Your Woman)
- 2008: Act of Grace
- 2008: Spooks: Code 9 (Fernsehserie, Folge 1x05)
- 2008: Tatort (Fernsehserie, Folge 1x716 Tatort: Der tote Chinese)
- 2009: Holby City (Fernsehserie, Folge 11x12)
- 2009: Coronation Street (Fernsehserie, Folge 1x7032)
- 2010: Pimp
- 2011: 20/20 (Fernsehserie, eine Folge)
- 2014: Panic
- 2015: Everest
- 2015: EastEnders (Fernsehserie, 3 Folgen)
- 2016: Cold Feet (Fernsehserie, Folge 6x02)
- 2017: Armchair Detectives (Fernsehserie, Folge 1x16)
- 2018: Strangers (Fernsehserie, Folge 1x01)
- 2018: Bodyguard (Fernsehserie, Folge 1x06 Folge 6)
- 2019: Chimerica (Fernsehserie, Folge 1x03)
- 2020: Ich schweige für dich (The Stranger, Miniserie, 3 Folgen)
- 2020: Bulletproof (Fernsehserie, Folge 2x03 Ein schmutziges Geschäft)
- 2021: The Outlaws (Fernsehserie, Folge 1x01)
- 2022: Infiniti (Miniserie, 3 Folgen)
- 2022: Young Blood
- 2022: The Undeclared War (Fernsehserie, 2 Folgen)
- 2022: Emmerdale (Fernsehserie, Folge 1x9421)
- 2022: Andor (Fernsehserie, Folge 1x10 Ein Weg raus)
- 2023: Doctors (Fernsehserie, 2 Folgen)
- 2023: A Thousand Blows (Fernsehserie, Folge 1x04)
- 2024: Sunrise